# アンバサダー級
アンバサダー級（アンバサダーきゅう、Ambassador class）は、アメリカのSFドラマ・映画『スタートレック』シリーズに登場する、惑星連邦宇宙艦隊保有の架空の宇宙艦の艦級名の一つである。主に24世紀前半に建造、運用されている。

## 概要
全長526m。『新スタートレック（TNG）』第63話「亡霊戦艦エンタープライズ"C"」で初登場。U.S.S.エンタープライズ NCC-1701-Cに代表される24世紀初期の艦級である。深宇宙探査を目的にエクセルシオール級の後継として作られた。言及自体はTNG第25話「恐るべき陰謀」で「アンバサダー級の艦が軌道にいます」という台詞があるが、この時は艦の残骸しか確認できなかった。
アンバサダー級の船体は、正円の第1船体と円筒状の第2船体からなり、第2船体前部にデフレクター盤、後部に1対のワープナセルが上向きについているという、歴代のU.S.S.エンタープライズの構造を踏襲している。フェイザーアレイやコンパクトなワープナセルなど24世紀前半の連邦宇宙艦のスタンダードなデザインとなっている。歴代エンタープライズに使われた艦級の中では、円盤部が大きくワープナセルが小さいという特徴があり、エクセルシオール級の円盤部が小さくワープナセルが長いシルエットとは対称的である。
デザインはギャラクシー級U.S.S.エンタープライズ NCC-1701-Dと同じくアンドリュー・プロバートによるもので、TNG第63話「亡霊戦艦エンタープライズ"C"」のために描き下ろされた。この時点ではエンタープライズBは未登場であったものの、それがエクセルシオール級であるという設定はあったため、アンバサダー級はエクセルシオール級とギャラクシー級の中間的なものというのがデザインコンセプトになっている。

### 幻の艦級
アンバサダー級はエクセルシオール級に代わる惑星連邦の旗艦として作られた。しかしアンバサダー級は画面上にほとんど登場することがない幻の艦級となっている。旧式のはずのエクセルシオール級が、アンバサダー級のさらに後継であるギャラクシー級（エンタープライズD）の時代になってもなお現役で、新造までされるほどであるのとは対称的である。
これはもともとアンバサダー級がテレビシリーズの1エピソードのためにデザインされたもので、劇場版や新テレビシリーズ用にデザインされたエクセルシオール級やギャラクシー級ほど時間をかけて丁寧に煮詰められたデザインではないことや、エクセルシオール級がギャラクシー級との視覚的な比較として非常に使いやすいこと、さらにアンバサダー級がギャラクシー級に見間違えられやすいといった要因によるものである。

## アンバサダー級宇宙艦一覧
U.S.S.アンバサダー（U.S.S.Ambassador NX-10521→NCC-10521）アンバサダー級の一番艦。2322年進宙。
U.S.S.エンタープライズ（U.S.S.Enterprise NCC-1701-C）2344年、ナレンドラ3号星においてクリンゴン基地をロミュラン艦4隻の襲撃から守るため、たった1隻で奮闘し撃沈。この事件をきっかけにクリンゴンは惑星連邦を信頼するようになり、逆にロミュラン帝国を憎むようになる。
U.S.S.アデルファイ（U.S.S.Adelphi NCC-26849）ダーソン大佐の指揮。ベタゾイドのタム・エルブランをミッションスペシャリストに迎えてガルシュタ人とのファーストコンタクト任務に就いたが、ダーソン艦長のミスによりガルシュタ人との関係が悪化し、艦長を含むクルー47名が死亡した。艦名はギリシャ語で「兄弟たち」の意。
U.S.S.ヴァルデマール（U.S.S.Valdemar NCC-26198）船名はテープレコーダーを発明したデンマーク人技師ヴァルデマール・ポールセンに由来。『スタートレック:ディープ・スペース・ナイン』第45話「疑惑の法廷」（Tribunal）に登場。
U.S.S.エクスカリバー（U.S.S.Excalibur NCC-26517）2367年から翌年にかけてのクリンゴン内戦において、一時的にウィリアム・ライカー中佐が指揮を執り、ピカード艦隊に参加しデュラス家へ援助物資を運ぼうとするロミュラン船団を阻止した。艦名はアーサー王伝説中に登場する聖剣エクスカリバーに由来。
U.S.S.エクセター（U.S.S.Exeter NCC-26531）トーマス・ユージン・パリスが乗務していた。艦名はイギリス海軍の軍艦、H.M.S.エクセターに由来。
U.S.S.ガンディー（U.S.S.Gandhi NCC-26632）2369年、トーマス・ライカーが復帰後に乗務した。艦名はインドの政治指導者マハトマ・ガンディーに由来。
U.S.S.ジューコフ（U.S.S.Zhukov NCC-62136）グリーソン大佐の指揮。2366年、レジナルド・バークレーはこの艦からU.S.S.エンタープライズDに転出した。艦名はソビエト連邦の軍人、政治家ゲオルギー・ジューコフに由来。
U.S.S.ホレーショ（U.S.S.Horatio NCC-10532）ウォーカー・キール大佐の指揮。2364年、キール艦長が宇宙艦隊を乗っ取ろうとしている未知の寄生生物の存在に感づいたため、寄生生物に乗っ取られていた副長によりダイタリックスB星の近くで事故を装い破壊された（TNG第25話「恐るべき陰謀」）。艦名はイギリス海軍の提督ホレーショ・ネルソンに由来。
U.S.S.ヤマグチ（U.S.S.Yamaguchi NCC-26510）2367年、ウルフ359の戦いに参加し大破、喪失。